# Вахлаев, Александр Алексеевич
Александр Алексеевич Вахлаев (1912—1986) — майор Советской Армии, участник Великой Отечественной войны, Герой Советского Союза (1944).

## Биография
Александр Вахлаев родился 25 декабря 1912 года в селе Ивановка (ныне — Антрацитовский район Луганской области Украины) в крестьянской семье. В 1928 году он окончил семь классов неполной средней школы, после чего работал на шахте «Знамя коммунизма». В 1932 году он вступил в ВКП(б). В 1934 году Вахлаев был призван на службу в Рабоче-крестьянскую Красную Армию. В 1936 году он окончил военную авиационную школу пилотов, после чего стал лётчиком-инструктором по технике пилотирования. В 1942 году Вахлаев окончил шестимесячные ускоренные курсы при Военно-воздушной академии. С 1943 года — на фронтах Великой Отечественной войны. Принимал участие в боях на Западном, Воронежском и 1-м Украинском фронтах. Участвовал в Курской битве, битве за Днепр.
Первый вражеский самолёт Вахлаев сбил во время воздушного боя под Обоянью. В ходе боёв под Котельвой группа истребителей под командованием Вахлаева атаковала группу вражеских самолётов, сбив 5 бомбардировщиков и 1 истребитель, без потерь возвратившись на аэродром. 6 ноября 1943 года в бою под Киевом группа Вахлаева сбила 11 вражеских самолётов. В дальнейшем Вахлаев принимал участие в освобождении Западной Украины, Львовско-Сандомирской, Краковской, Берлинской операциях. К февралю 1944 года капитан Александр Вахлаев командовал эскадрильей 728-го истребительного авиаполка 256-й истребительной авиадивизии 5-го истребительного авиакорпуса 2-й воздушной армии 1-го Белорусского фронта. К тому времени Вахлаев совершил 140 боевых вылетов, принял участие в 33 воздушных боях, в ходе которых сбил 15 самолётов противника.
Указом Президиума Верховного Совета СССР от 1 июля 1944 года за «мужество и героизм, проявленные в воздушных боях с немецкими захватчиками» капитан Александр Вахлаев был удостоен высокого звания Героя Советского Союза с вручением ордена Ленина и медали «Золотая Звезда» за номером 2337.
За годы войны Вахлаев ни разу не был сбит. К концу войны он совершил 195 боевых вылетов, принял участие в 50 воздушных боях, в ходе которых сбил 24 вражеских самолёта. После окончания войны он продолжил службу в Советской Армии. В 1955 года в звании майора Вахлаев был уволен в запас. Проживал в Полтаве, 12 лет на общественных началах работал в одном из городских райисполкомов, занимался благоустройством города. Был депутатом районного совета. Скончался 22 февраля 1986 года, похоронен на Центральном кладбище Полтавы.
Был также награждён двумя орденами Красного Знамени, орденом Александра Невского, двумя орденами Отечественной войны 1-й степени, орденом Красной Звезды, а также рядом медалей.